# Messerschmitt Me 309Z
O Messerschmitt Me 309Z foi um projecto alemão concebido pela Messerschmitt em 1942. O conceito consistia em duas fuselagens de Messerschmitt Me 309 juntas, formando um caça pesado. O projecto nunca saiu do papel.
Algumas fontes referem-se ao Me 309Z como Me 609, mas os documentos do tempo de guerra e os arquivos da empresa Messerschmitt indicam que o Me 609 era, na verdade, uma designação de capa para Me 262s do final da guerra, prontos para teste.